# La Bâtie-Montgascon
La Bâtie-Montgascon is een gemeente in het Franse departement Isère (regio Auvergne-Rhône-Alpes). De plaats maakt deel uit van het arrondissement La Tour-du-Pin. La Bâtie-Montgascon telde op 1 januari 2022 2.025 inwoners. 

## Geografie
De oppervlakte van La Bâtie-Montgascon bedroeg op 1 januari 2022 8,43 vierkante kilometer; de bevolkingsdichtheid was toen 240,2 inwoners per km².

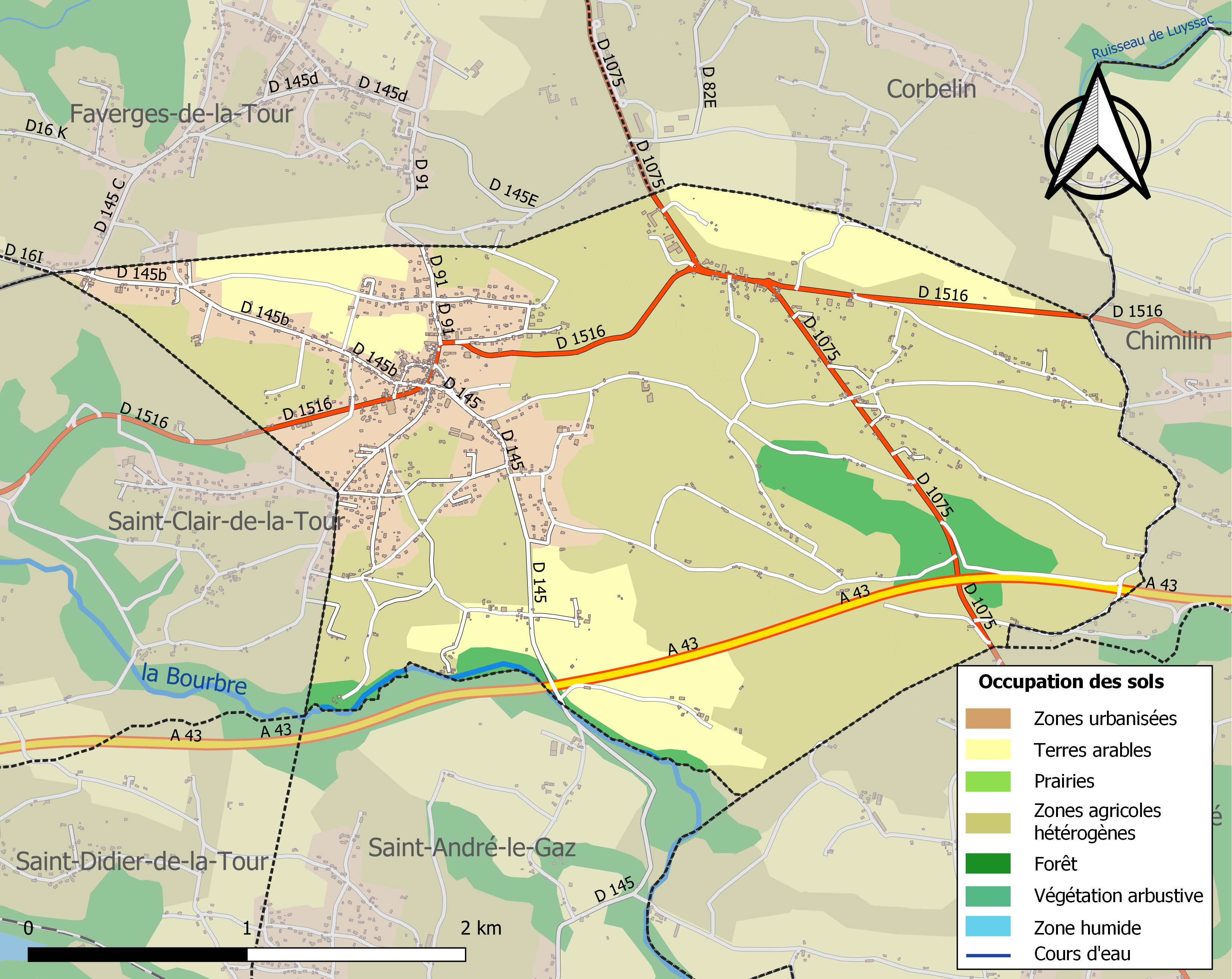
Kaart van de gemeente met de belangrijkste infrastructuur, bodemgebruik en omliggende gemeenten

## Demografie
Onderstaande figuur toont het verloop van het inwonertal (bron: INSEE-tellingen).